# Киричаї
Киричаї — колишнє село в Україні.
Підпорядковувалося Бірківській сільській раді Великобагачанського району Полтавської області. 
На 3-версній карті 1869 року позначене як «хутір Каричай». Село було розташоване за 1,5 км на південь від села Вишняківка.
11 липня 1990 року рішенням Полтавської обласної ради село виключене з облікових даних.